# ETR 330
L'ETR 330 est un train de la famille des ETR construit par Stadler. C'est une variation du FLIRT du même constructeur.
Il est exploité par les chemins de fer du Gargano (Ferrovie del Gargano) sur la ligne Foggia - Lucera en Italie depuis juillet 2009, à une vitesse maximale de 140 km/h.